# Baltimore Colts 1968
La stagione 1968 dei Baltimore Colts è stata la 16ª della franchigia nella National Football League. Guidata dall'allenatore al sesto anno Don Shula, la squadra concluse la stagione regolare con un record di 13 vittorie e una sconfitta, vincendo il titolo della Coastal division. Il quarterback titolare per tutta la stagione fu Earl Morrall, che sostituì l'infortunato Johnny Unitas, venendo premiato come MVP della NFL.
Nel primo turno di playoff i Colts batterono i Minnesota Vikings e nella finale del campionato NFL i Cleveland Browns. Baltimore, considerata "la migliore squadra nella storia del football professionistico, nel Super Bowl III era data per favoritissima contro i New York Jets guidati dal quarterback Joe Namath. Le principali agenzie di scommesse davano i Colts favoriti tra i 17 e i 21 punti. Prima della partita, l'ex stella e allenatore della NFL Norm Van Brocklin ridicolizzò la AFL, affermando: "Questa sarà la prima partita di Namath nel football professionistico."  Tre giorni prima della gara, Namath, mentre veniva intervistato a Miami rispose dicendo: "Vinceremo domenica. Ve lo garantisco."  I Jets batterono i Colts 16–7 in una delle più grandi sorprese della storia degli sport professionistici nordamericani.

## Roster
| Roster dei Baltimore Colts nel 1968 |
| --- |
| Quarterback - 15 Earl Morrall - 19 Johnny Unitas - 16 Jim Ward Running Back - 2 Timmy Brown - 34 Terry Cole - 45 Jerry Hill - 41 Tom Matte - 26 Preston Pearson Wide Receiver - 80 Gail Cogdill - 25 Alex Hawkins - 28 Jimmy Orr - 27 Ray Perkins - 87 Willie Richardson Tight End - 88 John Mackey - 84 Tom Mitchell Offensive Linemen - 73 Sam Ball T - 50 Bill Curry C - 61 Cornelius Johnson G - 62 Glenn Ressler G - 71 Dan Sullivan G - 52 Dick Szymanski C - 72 Bob Vogel T - 65 John Williams G Defensive Linemen - 81 Ordell Braase DE - 85 Roy Hilton DE - 76 Fred Miller DT - 74 Billy Ray Smith Sr. DT - 78 Bubba Smith DE Linebacker - 32 Mike Curtis - 53 Dennis Gaubatz - 51 Bob Grant - 55 Ron Porter - 66 Don Shinnick Defensive Back - 37 Ocie Austin S - 40 Bobby Boyd CB - 20 Jerry Logan S - 43 Lenny Lyles CB - 47 Charlie Stukes CB - 21 Rick Volk S Special Team - 49 David Lee P - 79 Lou Michaels K                                                            |
| Legenda - I rookie sono in corsivo. - Il primo ruolo è il principale mentre gli eventuali successivi indicano i ruoli secondari. - (IR) sta per Injured Reserve ed indica la lista ristretta per un solo giocatore infortunato che può tornare ad allenarsi dopo la settimana 6 e a rientrare in prima squadra dopo che questa ha giocato 8 partite. - (NF-Inj.) / (NF-Ill.) stanno rispettivamente per Non-Football Injured e Non-Football Illness ed indicano le liste dove viene inserito un giocatore che ha un infortunio o una malattia non dipendente dal football americano. - (PUP) sta per Physically Unable to Perform ed indica la lista dove viene inserito un giocatore mentre è in attesa di recuperare la condizione fisica. Nella stagione regolare dopo la sesta partita giocata dalla propria squadra, il giocatore ha tempo tre settimane per riprendere ad allenarsi, più tre settimane aggiuntive dal suo rientro agli allenamenti per rientrare in prima squadra. |

## Calendario
| Stagione regolare |                   |                        |           |        |                               |          |
| Turno             | Data              | Avversario             | Risultato | Record | Stadio                        | Pubblico |
| 1                 | 15 settembre 1968 | San Francisco 49ers    | V, 27–10  | 1–0    | Memorial Stadium              | 56,864   |
| 2                 | 22 settembre 1968 | at Atlanta Falcons     | V, 28–20  | 2–0    | Atlanta Stadium               | 50,428   |
| 3                 | 29 settembre 1968 | at Pittsburgh Steelers | V, 41–7   | 3–0    | Pitt Stadium                  | 44,480   |
| 4                 | 6 ottobre 1968    | Chicago Bears          | V, 28–7   | 4–0    | Memorial Stadium              | 60,238   |
| 5                 | 13 ottobre 1968   | at San Francisco 49ers | V, 42–14  | 5–0    | Kezar Stadium                 | 32,822   |
| 6                 | 20 ottobre 1968   | Cleveland Browns       | S, 20–30  | 5–1    | Memorial Stadium              | 60,238   |
| 7                 | 27 ottobre 1968   | Los Angeles Rams       | V, 27–10  | 6–1    | Memorial Stadium              | 60,238   |
| 8                 | 3 novembre 1968   | at New York Giants     | V, 26–0   | 7–1    | Yankee Stadium                | 62,973   |
| 9                 | 10 novembre 1968  | at Detroit Lions       | V, 27–10  | 8–1    | Tiger Stadium                 | 55,170   |
| 10                | 17 novembre 1968  | St. Louis Cardinals    | V, 27–0   | 9–1    | Memorial Stadium              | 60,238   |
| 11                | 24 novembre 1968  | Minnesota Vikings      | V, 21–9   | 10–1   | Memorial Stadium              | 60,238   |
| 12                | 1º dicembre 1968  | Atlanta Falcons        | V, 44–0   | 11–1   | Memorial Stadium              | 60,238   |
| 13                | 7 dicembre 1968   | at Green Bay Packers   | V, 16–3   | 12–1   | Lambeau Field                 | 50,861   |
| 14                | 15 dicembre 1968  | at Los Angeles Rams    | V, 28–24  | 13–1   | Los Angeles Memorial Coliseum | 69,397   |

### Playoff
| Playoff            |                  |                     |           |                   |          |
| Turno              | Data             | Avversario          | Risultato | Stadio            | Pubblico |
| Western Conference | 22 dicembre 1968 | Minnesota Vikings   | V, 24–14  | Memorial Stadium  | 60,238   |
| NFL Championship   | 29 dicembre 1968 | at Cleveland Browns | V, 34–0   | Municipal Stadium | 80,628   |
| Super Bowl         | 12 gennaio 1969  | New York Jets       | S, 7–16   | Orange Bowl       | 75,389   |

## Classifiche
| NFL Coastal         |    |    |   |      |       |       |     |     |     |
|                     | V  | S  | P | %    | CONF  | DIV   | PF  | PS  | STR |
| Baltimore Colts     | 13 | 1  | 0 | .929 | 6–0   | 10–0  | 402 | 144 | V8  |
| Los Angeles Rams    | 10 | 3  | 1 | .769 | 3–2–1 | 6–3–1 | 312 | 200 | S2  |
| San Francisco 49ers | 7  | 6  | 1 | .538 | 2–3–1 | 4–5–1 | 303 | 310 | V1  |
| Atlanta Falcons     | 2  | 12 | 0 | .143 | 0–6   | 1–9   | 170 | 389 | S4  |

Nota: I pareggi non venivano conteggiati ai fini della classifica fino al 1972.

## Premi
- Earl Morrall:

MVP della NFL